# Oribasio

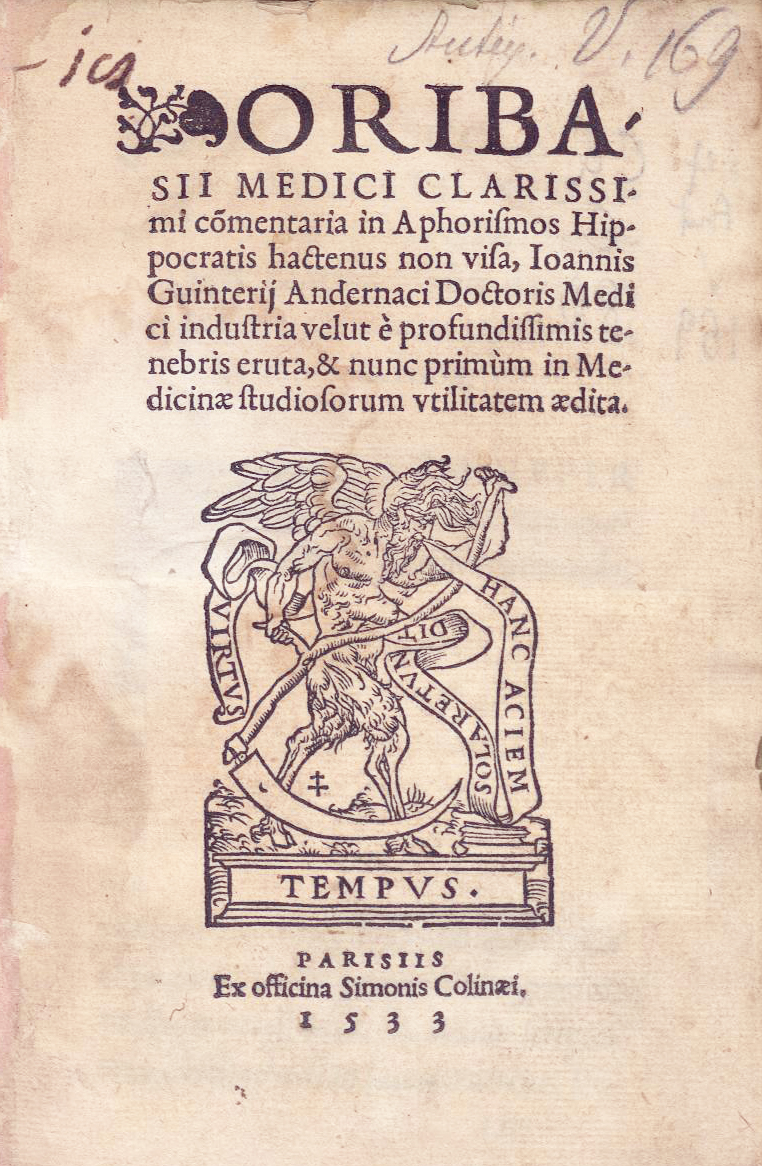
Commentaria in Aphorismos Hippocratis, 1533

Oribasio di Pergamo (Pergamo, 325 – 403) è stato un medico e scrittore greco antico.

## Biografia
Oribasio, nato a Pergamo nel 325 e morto a Bisanzio nel 403, medico e scrittore dell'impero romano, è stato il più influente tra i medici greci post-galenici. Proveniva da una ricca famiglia della Turchia occidentale, studiò medicina ad Alessandria d'Egitto con Zenone di Cipro, diventando suo consigliere alla fine degli studi. Dopo alcuni anni trascorsi in Asia Minore, i suoi talenti pratici gli valsero grande fama, attirando l'attenzione su di lui del futuro imperatore romano Flavio Claudio Giuliano, che prima lo nominò suo medico personale nel 355 e dopo lo portò con sé in Gallia e in Oriente.
Nel 361 Giuliano lo convinse a cominciare una prima raccolta dei brani di Galeno, che però andò perduta ma che fu in parte copiata da Fozio, dove è presente una descrizione degli effetti della Cannabis sativa. Oribasio si occupa inoltre della descrizione del cosiddetto "farmaco metasincritico", della descrizione delle proprietà di minerali e piante, sulla scia di Dioscoride. Dopo l'aiuto dato all'amico Giuliano durante la sua rivolta vittoriosa contro l'imperatore romano nel 361, che gli permise di conquistare il potere, Oribasio ottenne l'alta carica civile di Quaestor di Costantinopoli. In seguito alla morte di Giuliano, avvenuta nel 363, egli cadde in disgrazia e fu esiliato nelle terre dei Goti, ma grazie alla sua reputazione di medico, poco dopo fu richiamato dal nuovo imperatore Valente e riottenne le cariche precedenti. Sposò una donna ricca che gli diede quattro figli.

## Opere
Le opere di Oribasio furono assai poco originali, trattandosi spesso di raccolte di informazioni e terapie formulate dai più famosi medici a lui precedenti; tutto ciò, ma soprattutto il suo attaccamento alle teorie di Galeno, gli comportò la poca stima dei suoi colleghi e degli autori successivi, che arrivarono addirittura a soprannominarlo "La scimmia di Galeno". Restano solo tracce dei suoi scritti letterari, sfortunatamente è andato perduto il piccolo trattato Sulla regalità, così come alcuni suoi scritti di medicina tra i quali Sui problemi dei medici, ma sopravvivono tuttora tre opere importanti.

### Collectiones medicae
La prima, le Collectiones medicae ("Raccolte mediche"), è un'opera che nacque per le insistenze di Giuliano e che abbracciava settanta volumi di brani delle massime autorità mediche. Il modello e l'ispirazione per questa enciclopedia fu una collezione (ormai persa) di alcuni scritti di Galeno. Essa rappresentava una vera e propria enciclopedia medica, un compendio di tutta la scienza medica dell'epoca, dal momento che riguardava non solo tutte le conoscenze mediche, anatomiche e fisiologiche dell'epoca, ma anche le tecniche più efficaci in campo terapeutico e farmacologico. L'importanza dell'opera sta essenzialmente nell'ampiezza e accuratezza dei brani scelti, che dovevano abbracciare tutta la medicina, dal suo rapporto con l'ambiente, all'uomo e le sue malattie. Le dimensioni stesse della raccolta la destinavano alle biblioteche, alla consultazione più che all'uso quotidiano. Dell'intera opera ci sono pervenuti solo alcuni volumi, in particolare i volumi 1-15,  parte del 16, i volumi 24-25 e 43-45, oltre a numerosi frammenti di volumi non numerati.

### I Compendi
Il problema relativo alle dimensioni fu colmato da Oribasio in un secondo libro intitolato Synopsis ad Eustathium, compilato per il figlio Eustazio, che rappresentava una sinossi delle sue raccolte. È un compendio in nove libri, indirizzato a chi deve viaggiare e con scopi pratici; per questo tralasciava il tema della chirurgia, dato che raramente chi viaggiava poteva disporre degli strumenti necessari. Oribasio preparò un altro compendio di medicina, i Libri ad Eunapium, questa volta dedicato ad Eunapio, suo amico e biografo. I quattro libri di questa sinossi, da cui manca sempre la chirurgia, descrivono l'igiene e la dieta, le proprietà dei farmaci semplici, elenchi e indicazioni su farmaci particolari e infine una descrizione del corpo, delle sue malattie e dei relativi trattamenti. Questi due compendi, che sono pervenuti a noi integralmente, oltre che a fornirci un riassunto dell'opera maggiore (e attraverso essi ne conosciamo, quindi, l'intero contenuto), erano anche concepiti come manuali di consultazione, con lo scopo di aiutare il lettore in caso di urgenze mediche. Infatti l'autore si concentra più sulla terapia che sulla eziologia o la patologia.
È con la sua antologia Sinagoghe mediche, che Oribasio ci fornisce una fonte preziosa sulla storia della medicina antica, permettendoci di conoscere alcuni importanti medici dell'antichità, come il valente chirurgo Antillo vissuto nel II secolo, autore di un'interessante teoria degli aneurismi.

## Importanza e fortuna di Oribasio
Le tre opere principali di Oribasio furono di grande importanza, grazie a esse infatti il medico bizantino fu il precursore della medicina razionale e scientifica; egli segnò la via alle nuove ricerche traendo gli insegnamenti dalle osservazioni cliniche e dal metodo sperimentale dei grandi maestri dell'epoca classica. Egli inoltre costituisce un passo importante sulla strada del galenismo, fu infatti il primo ad attribuire una parte importante all'opera di Galeno, considerandola come fondamentale per il progresso della medicina. Oribasio, prendendo esempio e spunto dagli scritti dei suoi predecessori, ha conservato nelle sue opere, parte di molti scritti di autori che sarebbero andati perduti, come per esempio scritti di Rufo e di Archigene; infine, grazie soprattutto al lavoro effettuato con le due sinossi, fornisce un modello pratico e ben organizzato, al fine di poter risultare di ampia portata per i compendi futuri.